# Clemente Lequio
Clemente Lequio (Pinerolo, 25 novembre 1857 – Pinerolo, 1º marzo 1920) è stato un generale italiano, distintosi nel corso della guerra italo-turca e nelle successive operazioni di conquista della Libia, dove ottenne la vittoria di Assaba e la Croce di Commendatore dell'Ordine militare di Savoia. All'atto dell'entrata in guerra del Regno d'Italia, il 24 maggio 1915, assunse il comando del settore autonomo delle Truppe Carnia, in seno alla 4ª Armata del tenente generale Luigi Nava. Nel corso della Strafexpedition fu posto alla testa del Comando Truppe Altipiano (C.T.A.), assumendo successivamente quello del XXVI Corpo d'armata di Gorizia, delle truppe d'Occupazione Avanzata Frontiera Nord (confine italo-svizzero), dell'Ispettorato truppe di marcia, e infine del Corpo d'armata territoriale di Genova.

## Biografia
Nacque a Pinerolo il 25 novembre 1857. Nella sua città natale frequentò le scuole elementari e tecniche, seguendo poi la sua famiglia negli spostamenti a Milano, Verona, Napoli continuando gli studi.
Conseguita la licenza presso l'Istituto tecnico, nel 1874 si arruolò nel Regio Esercito ed iniziò a frequentare la Regia Accademia Militare di Fanteria e Cavalleria di Modena, passando l'anno successivo alla Regia Accademia Militare di Artiglieria e Genio di Torino, da dove uscì nel 1878 con il grado di sottotenente, assegnato all'arma di artiglieria, in forza al 14º Reggimento artiglieria da fortezza. Nel 1880 fu promosso tenente, nel 1882 iniziò a frequentare i corsi della Scuola di guerra dell'esercito, uscendone tre anni dopo. Capitano nel 1885, l'anno successivo fu trasferito in servizio presso il Corpo di Stato Maggiore, dapprima a Roma, e poi a Milano, a Piacenza, e di nuovo a Roma.
Nominato Commissario Militare, nel 1895 ha l'incarico di organizzare le ferrovie per un eventuale uso bellico. Nel 1896 scoppia la guerra d'Abissina ed egli chiede subito di parteciparvi, ma la domanda non viene accolta. Promosso tenente colonnello nel 1897, tre anni dopo diviene Capo di stato maggiore della Divisione militare territoriale di Roma, e nel 1892, divenuto colonnello, assunse il comando del 92º Reggimento fanteria. Nel 1905 diviene Sottocapo di Stato maggiore, e nel 1908 è promosso maggior generale assumendo il comando della Brigata Ancona.
Nel 1910 diviene comandante della II Brigata alpina, adoperandosi nella riorganizzazione delle truppe alpine e per la difesa della catena delle Alpi.
Nel 1911 prese parte alla guerra italo-turca operando in Libia come comandante della 1ª Brigata Mista iniziando le operazioni il 26 novembre. Durante i successivi 20 mesi di campagna in Tripolitania, fu dapprima alle dipendenze del governatore Vincenzo Garioni, e poi di Ottavio Ragni. Nel luglio 1912 Ragno gli affidò il comando della Divisione speciale, e poi di tutte le truppe operanti nella zona di Tripoli, con quartier generale a Sidi-Abdel, il 4 dicembre occupò Zavia, e spostato il comando a Garian, il 23 marzo 1913 ottenne la brillante vittoria di Assaba, proseguendo poi l'avanzata sull'altopiano sino a Nalut, da dove discese sino al mare presso il confine con la Tunisia e quindi ritornò ad Aziziah. Durante una sosta a Jeffren, il 3 aprile 1913, ricevette la promozione a tenente generale per meriti di guerra, e ritornato a Tripoli assunse il comando della Divisione territoriale, mantenendolo sino al mese di luglio quando ritornò in Patria.
Con Regio Decreto del 28 dicembre 1913 fu insignito della Croce di Commendatore dell'Ordine militare di Savoia. Allo scoppio della Grande Guerra ricoprì quindi l'incarico di Ispettore delle Truppe da Montagna, e alla vigilia dell'entrata in guerra del Regno d'Italia, poi avvenuta il 24 maggio 1915, assunse il comando del settore autonomo delle Truppe Carnia, in seno alla 4ª Armata del tenente generale Luigi Nava. Conoscendo bene la reale situazione in cui versava la Carnia, in quanto vi aveva a lungo soggiornato in vista di una eventuale entrata nel conflitto, ricorse subito all'aiuto della popolazione civile per risolvere i numerosi problemi logistici legati all'impiego delle unità militari schierate in alta montagna. Con questo personale, messo regolarmente a libro paga, costruì mulattiere e sentieri, progettando e realizza anche le due ferrovie, rivelatesi di grande importanza, collegate alla linea ferroviaria principale della Pontebbana, la stazione Carnia–Tolmezzo–Villa Santina. Da queste due ultime località risalivano le valli But e Degano rispettivamente fino a Paluzza e a Comeglians 2 decauville. Il 19 giugno 1915 il comando del settore autonomo delle Truppe Carnia fu trasformato in quello del XII Corpo d'armata.
Nel periodo precedente lo scatenarsi avvisò più volte il Comando Supremo che, secondo le informazioni di cui egli disponeva, le forze austro-ungariche presenti nel Trentino erano state portate da 30 battaglioni a circa 200. Il 22 maggio 1916 il generale Franz Conrad von Hötzendorf lanciò l'offensiva sull'altopiano di Asiago e solo il Corpo d'armata della Carnia avvertì il comandante supremo dell'esercito Luigi Cadorna che l'attacco in grande stile era iniziato. Sull'Altopiano di Asiago, per meglio coordinare l'afflusso e l'impiego delle truppe, fu subito costituito, alle dipendenze della 1ª Armata, il Comando Truppe Altipiano (C.T.A.), del quale assunse il comando, e il 28 dello stesso mese ordinò alle truppe dislocate sui Monti Zingarella e Zebio di discendere la Val di Nos e di attestarsi sul Monte Valbella, e poi a tutte le unità di effettuare un ripiegamento sui rilievi a sud di Asiago sulla nuova linea Forte di Punta Corbin–Monte Lèmerle–Cima Eckar–Melette di Gallio–Monte Cimon della Fiara–Castelloni di San Marco.
In seguito alla successiva conquista nemica del Monte Cengio (3 giugno), dovuta ad un errore del comandante la Brigata Granatieri di Sardegna, e il giorno dopo il generale Cadorna rimosse sia lui, sostituito da Ettore Mambretti, che il Comandante di Settore della 32ª divisione generale Rostagno, sostituito dal generale Bloise. Cadorna mosse ad entrambi gravi accuse circa il comportamento tenuto, soprattutto in quanto il Comandante del C.T.A. aveva espresso il parere di abbandonare l’Altopiano, mentre il generale Cadorna era di avviso contrario, intendendo bloccare il nemico sui monti, passando subito al contrattacco. Il dissidio fra i due fu netto, ma secondo la testimonianza del suo capo di stato maggiore, colonnello Giulio Douhet, egli venne allontanato dagli Altipiani quando Cadorna sentì di non avere più bisogno della sua opera, e per evitare l'espandersi della voce secondo la quale era stato lui a salvare la situazione nel corso della grande battaglia di maggio. Infatti, secondo gli storici più autorevoli e la stessa relazione ufficiale austriaca, a partire dal 4 giugno l'iniziativa passò in mano agli italiani.
Il 12 novembre 1916 fu nominato comandante del XXVI Corpo d'armata di Gorizia mantenendolo sino al 5 aprile 1917. Il 10 di quel mese Cadorna lo nominò comandante delle truppe d'Occupazione Avanzata Frontiera Nord (confine italo-svizzero), la cosiddetta Linea Cadorna, rimanendo presso la sede del comando, a Varese, sino all'agosto agosto dello stesso anno. Questo è di fatto il “siluramento” di Cadorna, che lo mandò in servizio presso l'Ispettorato truppe di marcia, lasciando la zona di operazioni il 1 ottobre. Le sue truppe di marcia della 2ª Armata e 3ª Armata si trovavano schierate nella zona tra Palmanova, Codroipo e Latisana, e se ben comandate, avrebbero potuto essere decisive nel contenere l'esito negativo della battaglia di Caporetto. Richiamato in servizio attivo il 12 dicembre 1917, non fu mandato al fronte, ma nominato Presidente del Comitato centrale del Corpo Nazionale della Milizia Volontaria. Ai primi di agosto del 1918 fu nominato comandante del Corpo d’armata territoriale di Genova, e nell'agosto 1919 fu decorato con la Medaglia mauriziana per dieci lustri di servizio.
Lasciato il servizio dopo a causa del suo grave stato di salute, colpito da una malattia allo stomaco, si spense a Pinerolo il 1 marzo 1920.  Il 16 febbraio 1936 a Pinerolo gli viene dedicato un monumento opera dell'Accademico d’Italia Antonio Canonica. Con Regio Decreto del 7 aprile 1940 gli fu concesso di aggiungere al suo cognome il predicato "di Assaba" per i meriti avuti nella guerra libica.

### Annotazioni
1. ↑  Formata da 1º e 2º Reggimento granatieri, 11º Reggimento bersaglieri, e dal battaglione alpini "Fenestrelle" dell'8º Reggimento alpini del colonnello Antonio Cantore.
2. ↑  Si trattava di civili impiegati come interpreti, portatori e portatrici.
3. ↑  Fu per questo che il 14 novembre 1915 il Consiglio comunale di Tolmezzo gli conferì la cittadinanza onoraria.
4. ↑  Il 29 maggio il generale Cadorna aveva così scritto al generale Lequio, comandante delle truppe dislocate sull’Altopiano di Asiago: … Mentre sul resto del fronte le truppe si comportano ovunque valorosamente, in questi giorni, per parte di alcune unità del settore di Asiago, sono accaduti invece dei fatti oltremodo vergognosi, indegni di un Esercito che abbia il culto dell’onore militare. Posizioni di capitale importanza e di facile difesa, sono state cedute a pochi nemici senza alcuna resistenza. L’E.V. prenda le più energiche ed estreme misure: faccia fucilare, se occorre, immediatamente e senza alcun procedimento, i colpevoli di così enorme scandalo, a qualunque grado appartengano. Faccia appello altresì ai sentimenti di patriottismo e di onor militare delle truppe e dica loro che sull’Altipiano si salva l’Italia e l’onore dell’Esercito ....
5. ↑  La città lo aveva già onorato il 19 aprile 1914 conferendogli una sciabola d'onore nel corso di una apposita cerimonia.

### Fonti
1. 1 2 3  Bianchi 2012, p. 128.
2. 1 2 3 4 5 6 7 8 9 10 11 12 13 14  Luigi Massaia, Un alpino di Pinerolo: Il tenente generale Clemente Lequio di Assaba, in Tranta sold n.1, Sezione dell'Associazione Nazionale Alpini di Pinerolo, marzo 1966.
3. 1 2 3  Ateneo grigioverde.
4. 1 2 3 4  Ferracuti 2015, p. 24.
5. 1 2 3 4 5 6 7 8  Bianchi 2012, p. 129.
6. 1 2  Digilander Libero.
7. 1 2 3  Bianchi 2012, p. 130.
8. ↑   Bollettino ufficiale delle nomine, promozioni e destinazioni negli uffiziali, 1919,  p. 5459. URL consultato il 28 marzo 2021.
9. ↑  Chi era costui.
10. 1 2  Sito web del Quirinale: dettaglio decorato.
11. 1 2 3   Calendario generale del regno d'Italia, 1920,  p. 64. URL consultato il 28 marzo 2021.